# Лиси (језеро)
Језеро Лиси (груз. ლისის ტბა) је мало језеро у близини Тбилисија, Грузија; налази се у долини реке Куре. Пејзаж је каменит и сув са жбунастом вегетацијом и степским пределом. Језеро са околином је станиште различитим врстама егзотичних птица.
Поред различитих врста птица, подручје око језера пружа склониште различитим животињама попут корњача, лисица и зечева. Подручје је добро познато по великој популацији змија које живе на обронцима језера.

## Клима
У подручју језера Лиси влада топла, медитеранска, и подношљиво сува клима. Просек годишњих падавина износи око 400 mm (< 20 mm у јануару, < 40 mm у априлу, < 40 mm у јулу, < 30 mm у октобру), а 20 до 30 дана годишње пада јака киша. Такође 10 до 20 дана годишње пада снег. Средње температуре су: јануар /0, април/12, јул /23, октобар /13, највећа средња температура је измерена у јулу 37 °C.

## Контроверзе око изградње
Постоји план да се изгради Зелени град на Лиси језеру. Директор ТБЦ банке, Мамука Казарадзе стоји иза пројекта, док је архитектонска фирма Андропогон израдила главни план и дизајн сајта.

Фаза један у изградњи града је почела 2011.
Тренутни план је почео да се развија још 2007. године, када је група на челу са Мамуком Казарадзеом откупила на аукцији за 182 милиона долара 354 хектара земље. Услови договора са владом захтевали су да Казарадзеова група потроши 30 милиона долара за изградњу јавних комуналија на том подручју и на систем који ће обезбедити неопходну свежу воду до језера. Казарадзеова група је изиграла план под сумњивим околностима, купујући директно од града земљиште за 55 милиона долара – уштедевши 127 милиона долара које је првобитно требало да исплати. Сви захтеви за побољшање еколошких услова око језера су пропали, а главни циљ групе је да оствари што већи профит.